# Regulacionismo de la prostitución
El regulacionismo de la prostitución es un modelo teórico jurídico que considera que la prostitución es un trabajo y  defiende su reconocimiento jurídico.
El regulacionismo sostiene que la industria del sexo no es por sí misma identificable con la misoginia y la desigualdad sexual, y que las mujeres pueden ingresar voluntariamente en la prostitución. Defiende el concepto de "trabajadora sexual". Considera que la ausencia de regulación genera clandestinidad y exposición de las trabajadoras sexuales a condiciones vulnerables y violencia. El regulacionismo tiene como meta que la prostitución sea considerada un trabajo como cualquier otro y que las trabajadoras sexuales gocen de derechos laborales como cobertura médica y jubilación. Organizaciones como AMMAR, Colectivo Hetaira y OTRAS sostienen esta postura. De acuerdo con Heim y Monfort (2005), para la noción de prostitución en términos de trabajo sexual, el varón consumidor de prostitución se presenta como un sujeto desexualizado y desprovisto de género, igual que en el caso de cualquier otro servicio.
El regulacionismo considera que el trabajo sexual es puesto en tela de juicio debido a una actitud negativa hacia el sexo, el puritanismo y constituye un acto de violencia contra la libertad sexual de las mujeres. Quienes apoyan el regulacionismo insisten en la autonomía de las mujeres sobre sus cuerpos y su sexualidad, así como el desacoplar el trabajo sexual de la trata de personas. El regulacionismo busca la despenalización del trabajo sexual.
En la antigua Roma la prostitución fue legalizada por Rómulo solo para las mujeres extranjeras. En el siglo XIX apareció la corriente higienista, que sostenía reglamentar la prostitución con el uso de cartillas de control de enfermedades para evitar el contagio de enfermedades venéreas.  En la España contemporánea, el primer reglamento fue, en 1847, el Reglamento para la represión de los excesos de la prostitución. Juan Magaz de Jaime solicitaba un registro de las prostitutas y el uso de cartillas sanitarias. Estos médicos consideraban que la prostitución debía regulada y controlada. En este contexto, las prostitutas eran controladas por los médicos y vigiladas por los policías, en defensa de la salubridad pública.